# 马光瑜
马光瑜（1958年10月—），男，汉族，陕西凤翔人，中国精神病学与精神卫生学专家、政治人物，中国农工民主党中央委员会常务委员，广东省政协副主席，第十二、十三届全国政协委员。
2023年1月13日，卸任广东省政协副主席职务。